# Кшиштоф Матяшевський
Кшиштоф Матяшевський (пол. Krzysztof Matyjaszewski, 8 квітня 1950, Константинув-Лодзький, Польща) — польський і американський хімік, відомий, в тому числі, як відкривач  радикальної полімеризації з перенесенням атома (ATRP). Лауреат  премії Вольфа з хімії (2011).

## Біографія
Диплом спеціаліста здобув в 1972 році в МДТУ ім. Баумана.
Дисертацію писав під керівництвом Станіслава Пенчека (пол. Stanislaw Penczek) в Центрі молекулярних і макромолекулярних досліджень  Польської академії наук в Лодзі, ступінь доктора (аналогічний радянському ступеню  кандидата наук) здобув 1976 року.
Після постдоку в університеті Флориди (1977—1978) працював науковим співробітником  Польської академії наук, а також (в 1984-85 роках) науковим співробітником французької мережі CNRS і запрошеним професором в Університеті Париж-6 (Університет П'єра і Марії Кюрі).
У 1985 році здобув ступінь габілітованого доктора (аналог радянського доктора наук) в Лодзькому політехнічному університеті.
З 1985 року обіймає посади професора (пройшовши щаблі з Assistant Professor до Professor) в  університеті Карнегі-Меллон. З 1998 року до теперішнього моменту — іменний професор (J.C. Warner Professor of Natural Sciences) в Карнегі-Меллон і директор Центру макромолекулярної інженерії при цьому університеті. З 1996 року — директор Консорціуму з контрольованої радикальної полімеризації (CRP Consortium), до 2001 року колишнього Консорціуму з радикальної полімеризації з перенесенням атома (ATRP Consortium) при Карнегі-Меллон. З 2004 року — професор Університету (University Professor, почесна посада).
З 2001 року працює паралельно ад'юнкт-професором (Adjunct Professor) в  Університеті Піттсбурга і в Лодзькому відділенні Польської академії наук.

## Нагороди та визнання
Матяшевський був удостоєний безлічі нагород:
- 1974: премія наукового секретаря Польської академії наук[4];
- 1980: премія Польського хімічного товариства[4];
- 1981: премія Польської академії наук[4];
- 1989: президентська нагорода молодому досліднику, Національний науковий фонд, США[4];
- 1995: премія  К. Ш. Марвела за внесок у полімерну хімію (Американське хімічне товариство)[5]
- 1998: Elf Chair Французької академії наук, [4];
- 1999: премія Гумбольдта для провідних науковців[4];
- 2001: премія Пітсбурга  (Пітсбурзького відділення Американського хімічного товариства)[6];
- 2002: премія з полімерної хімії Американського хімічного товариства, [7];
- 2004: премія за кооперативні дослідження полімерів (Американське хімічне товариство), [8];
- 2004: премія Фонду польської науки[en];
- 2005: медаль Групи фундаментальної і прикладної макромолекулярної хімії (Велика Британія) за видатні досягнення, [9];
- 2005: іноземний член Польської академії наук[4];
- 2005: голова дослідницької конференції Гордона, Polymer East[4];
- 2006: член Національної інженерної академії США[4];
- 2007: премія ім.  Г. Ф. Марка Американського хімічного товариства, [10];
- 2009: президентська премія з зеленої хімії[11][12];
- 2010: почесний член Американського хімічного товариства, кафедри полімерної хімії
- 2010: премія Гутенберга, Університет Майнца[4];
- 2011: іноземний член Російської академії наук;
- 2011: премія з прикладної полімерної хімії, Американське хімічне товариство[13]
- 2011: премія Японського товариства з полімерних хімії[4];
- 2011: Премія Вольфа з хімії «за глибокий творчий внесок в хімічні науки з синтезу, дослідження властивостей і розуміння органічних матеріалів», спільно зі Стюартом Аланом Райсом[en] та Чін В. Таном[en] [14];
- 2012: Премія імені Денні Гайнемана;
- 2012: премія Хімічного товариства Франції[en][15];
- 2012: медаль Марії Кюрі[en], Польське хімічне товариство[15]
- 2013: премія Медісона Маршалла, Американське хімічне товариство, секція Алабами[15]
- 2013: інавгураційна Північноамериканська наукова премія AkzoNobel, Американське хімічне товариство[16]
- 2014: почесний член Національної академії винахідників[en][17]
- 2014: премія Національного інституту матеріалознавства (Японія)[en][18];
- 2015: премія Чарльза Овербергера (ACS)[19];
- 2015: премія Дрейфуса з хімічних наук[en][20];
- 2017: медаль Бенджаміна Франкліна спільно з Міцуо Савамото;
- 2019: член Національної академії наук[21];
- 2019 член-кореспондент Австралійської академії наук[22]

Матяшевський — почесний доктор (Honoris causa) Гентського університету (2002),  Російської академії наук (2006), Лодзького політехнічного університету (2007), Афінського університету (2008), Національного політехнічного інституту Тулузи (2010).